# Physikstudium
Als Physikstudium wird die Ausbildung zum Bachelor- oder Master der Physik sowie die Ausbildung der Lehramtskandidaten an einer Universität oder Technischen Hochschule bezeichnet. Zudem bezeichnet man damit auch jene Studiengänge, die als Abschluss den Titel Diplom-Physiker verleihen.
Zulassungsbeschränkungen gab es im laufenden Jahrzehnt für Physikstudiengänge nur an wenigen Hochschulen. Generelle Hürden von Hochschulen für die Zulassung zu weiterführenden Studiengängen (Master, Promotion) sind jedoch möglich.
Die Abbruchquote im Physikstudium liegt in der Regel bei über 50 %. Gemäß den Statistiken der Deutschen Physikalischen Gesellschaft haben 1999 in Deutschland 5000–6000 Studienanfänger ein Physikstudium (Diplom oder Lehramt) aufgenommen.
Im Jahr 2005, also nach der damals durchschnittlichen Studiendauer von 6 Jahren, gab es ca. 1500 Abschlüsse in Physik.
Daraus ergibt sich eine Abbruchquote von ungefähr 70 %. Ca. 30 % der Physikstudenten brechen das Studium in den ersten beiden Semestern ab.
Im Jahr 2010 lag die Zahl der Studienanfänger bei ca. 7000 (inkl. Lehramt).
Die durchschnittliche Studiendauer lag 2022 bei 7,6 Semestern für einen Bachelorabschluss und 5,7 Semestern im Masterstudiengang. 
Dieser Artikel kann nur eine Übersicht über generelle Strukturen und Abläufe geben, da der exakte Ablauf und Inhalt des Physikstudiums von der jeweiligen Hochschule abhängig ist.

## Der Diplom-Studiengang
Der Diplom-Studiengang wird seit der Harmonisierung der Studiengänge in Europa durch den Bologna-Prozess nur noch von wenigen Hochschulen, wie z. B. der TU Kaiserslautern angeboten.
Das Physikstudium im Diplomstudiengang gliedert sich dort in ein zweijähriges Grundstudium, an das sich nach einer Vordiplom genannten Zwischenprüfung das Hauptstudium anschließt. Den Kern der Ausbildung bilden Experimentalphysik und theoretische Physik sowie physikalische Praktika. Dazu kommen Vorlesungen in Mathematik und technischer Physik sowie nicht physikalischen Wahlpflichtfächern wie Chemie, Astronomie oder Informatik.
Die Experimentalphysik beginnt mit einem Grundkurs bestehend aus den Gebieten Mechanik und Wärmelehre, Elektrizitätslehre (einschl. Schwingungs- und Wellenlehre) und Optik sowie Quantenphysik. Darauf folgt die angewandte Physik mit Atom-, Molekül- und Festkörperphysik.
Die theoretische Physik wird im Rahmen des Studiums meistens in einen Zyklus aus vier Gebieten eingeteilt:
1. Mechanik (newtonsche Mechanik, analytische Mechanik, spezieller Relativitätstheorie, hamiltonsche Mechanik)
2. Elektrodynamik (Elektro- und Magnetostatik, Lösungen der Maxwellgleichungen, spezielle Relativitätstheorie)
3. Quantenmechanik (schrödingersche Wellenmechanik, heisenbergsche Matrizenmechanik, Dirac-Notation, Grundzüge der theoretischen Atomphysik, Einführung in die relativistische Quantenmechanik)
4. Thermodynamik und statistische Physik (Wärmelehre, statistische Physik, Quantenstatistik, Vielteilchentheorie)

Viele Universitäten bieten als Ergänzung dieses klassischen Kanons eine Kursvorlesung über die Mechanik der Kontinua an. Die allgemeine Relativitätstheorie, Quantenfeldtheorien, theoretische Festkörperphysik und weitere Gebiete sind an den meisten Universitäten als Spezialvorlesungen vertreten, gehören aber nicht zum Grundkanon.
Daneben gibt es einen meistens 4-semestrigen Mathematikkurs aus „Grundlagen der Mathematik I und II“ und „höhere Analysis I und II“.
Inhalte dieser Kurse sind Grundlagen der Mathematik (Logik, Mengenlehre), algebraische Strukturen, lineare Algebra, Matrizenrechnung, analytische und projektive Geometrie, ein- und mehrdimensionales Differentialkalkül, verallgemeinertes Differentialkalkül auf Mannigfaltigkeiten, Integrationstheorie in einer und mehreren Dimensionen, Einführung in Vektoranalysis und Differentialgeometrie, Einführung in Funktionentheorie und komplexe Analysis.
Der Kurs Höhere Mathematik ist dabei meistens etwas kompakter gestaltet als die mathematischen Vorlesungen zur Linearen Algebra und Analysis, inhaltlich sind die Unterschiede jedoch gering.
Des Weiteren gibt es noch Nebenfächer, die je nach Universität stark variieren, etwa:
- Chemie: Analytische und anorganische Chemie I
- Informatik: Einführende Veranstaltungen
- Elektronik
- Astronomie
- Werkstoffkunde
- Betriebswirtschaftslehre (BWL)

Im Hauptstudium gibt es neben den fortlaufenden Vorlesungen in theoretischer Physik und den höheren Vorlesungen in experimenteller Physik (also etwa Festkörper-, Kern- und Plasmaphysik) noch das Physikalische Fortgeschritten-Praktikum, das Schwerpunktfach und das Nebenfach des Hauptstudiums oder Alternative zu den beiden Letztgenannten die Wahlpflichtfächer I und II.
Das Fortgeschritten-Praktikum hat das Ziel, die Studierenden näher an die modernen Methoden der Experimentalphysik heranzuführen, beinhaltet mitunter aber auch historisch bedeutsame Versuche aus der Zeit der Entwicklung der modernen Physik. Umfang und Inhalt variieren je nach Hochschule sehr stark. Zumeist können die Studierenden aus den vorhandenen Versuchen in einen gewissen Umfang Wunschversuche angeben, die sie in jedem Falle machen möchten. Die angebotenen Versuche werden oft von den experimentell orientierten Lehrstühlen betreut, das Angebot spiegelt dann auch das Forschungsprofil der Fakultät wider. Es wird meistens darauf geachtet, dass die Studierenden einen Überblick über die Breite der Forschung erhalten, also nicht etwa nur Versuche zur Kernphysik absolvieren. Der Umfang der Versuche ist naturgemäß weit größer als im Grundpraktikum.
Typische Versuche im Fortgeschrittenenpraktikum sind etwa der Quanten-Hall-Effekt, der Magnetooptische Kerr-Effekt oder Raster-Tunnel-Mikroskopie.
Im Schwerpunktfach werden zusätzliche Vorlesungen, Übungen und Seminare belegt. An manchen Hochschulen besteht zudem das sog. Hauptpraktikum noch. Dieses ist eine halb- bis einjährige Mitarbeit an einem Lehrstuhl – zumeist halbtags – neben dem sonstigen Studienumfang. Viele Universitäten haben dieses im Sinne der Studienzeitverkürzung abgeschafft, mancherorts besteht es noch.
Schwerpunktfach ist das Fach, in dem die Diplomarbeit geschrieben wird.
Es ist prinzipiell jedes Fach, das durch einen Lehrstuhl an der Fakultät vertreten wird, als Schwerpunktfach wählbar, also etwa Theoretische Festkörperphysik, Experimentelle Festkörperphysik, Experimentelle Kernphysik usw., sofern diese an der Fakultät vertreten werden. Daneben gibt es häufig noch die Möglichkeit, dass Lehrstühle anderer Fakultäten, etwa Mathematik, Elektrotechnik, Chemie, Biologie, Geowissenschaften oder Medizin, Kooptationen mit der Physikfakultät besitzen und ebenfalls Schwerpunktfächer anbieten können, etwa Biophysik, Geophysik, Lasertechnik, Neuroinformatik oder Mathematische Physik. Zumeist sind diese Fächer dann aber Nebenfächer mit der zusätzlichen Option, in diesen ebenfalls die Diplomarbeit schreiben zu können. Viele Fakultäten haben die auch über Wahlpflichtfächer geregelt, von denen eines innerhalb des Physikfachbereiches angesiedelt sein muss, das andere in einem sinnvollen Zusammenhang mit der Physik stehen muss, beide aber für die Abschlussarbeit gewählt werden können.
Nebenfächer sind in der Regel nichtphysikalische Fächer aus dem Angebot der Hochschule, die das Physikstudium sinnvoll ergänzen sollen.
Typische Nebenfächer sind:
- Reine Mathematik (z. B. partielle Differentialgleichungen, Algebra, Topologie)
- Numerische Mathematik
- Informatik (z. B. Datenbanksysteme, Betriebssysteme, paralleles Rechnen)
- Physikalische Chemie (z. B. Reaktionskinetik, Spektroskopiemethoden)
- Anorganische Chemie (z. B. metallische Reaktionen)
- Organische Chemie (z. B. Polymererstellung, Photochemie)
- Materialwissenschaften (z. B. Dünnschichtsysteme, Epitaxie)
- Elektrotechnik (z. B. Optoelektronik, Hochfrequenztechnik)
- Biophysik (z. B. Flüssigkeitsspektroskopie)
- Computational Neuroscience (biophysikalische Modellierung von Neuronen oder neuronalen Netzen)
- Neuroinformatik (z. B. neuronale Netzwerke, Robotik)
- Technische Mechanik (z. B. Kontinuumsmechanik, Statik)
- Geophysik (z. B. Geomechanik, Erdbebentheorie, Aufbau der Erde)
- Philosophie (z. B. Erkenntnistheorie)
- Medizinische Physik (z. B. Biomedizinische Messtechnik)
- Neurophysiologie (z. B. Nervenstimulation)
- Psychologie (z. B. Wirtschaftspsychologie, Pädagogik)
- Wirtschaftswissenschaften (z. B. Finanzmathematik, Betriebswirtschaftslehre, Derivatlehre)

## Bachelor- und Masterstudiengänge
Prinzipiell ergibt sich eine Struktur aus einem 6-semestrigen Bachelor und 4-semestrigen Masterstudium. Am Ende des Bachelorstudium steht eine kurze Studienarbeit, die Masterarbeit dauert zumeist 9 bis 12 Monate.
Auch sind prinzipiell der klassische Grundkurs in Experimentalphysik bis zur Atomphysik und Grundlagen in theoretischer Physik (im Bachelorstudiengang) vorgesehen. Weitere Vorlesungen sowohl zur Experimentalphysik als auch zur theoretischen Physik werden als sogenannte Spezialvorlesungen im Master für die Vertiefung der Gebiete angeboten, aus denen die Studenten in der Regel bis auf wenige Einschränkungen frei wählen dürfen. Im Master können sich die Studenten dann auf ein bestimmtes Gebiet spezialisieren. Zum einen betrifft das die Spezialisierung auf die Experimentalphysik oder theoretische Physik, und zum anderen die bereits oben erwähnten Teilgebiete wie Atom-, Kern, Festkörper- oder Teilchenphysik usw.
Mathematikvorlesungen sind in den Physikbachelors stets enthalten.
Aber hier gibt es Abweichungen, so existiert z. B. in Marburg ein Physikstudiengang mit Schwerpunkt Biologie, der geringere theoretische Anteile besitzt. Somit ist dieser Studiengang nicht als klassisches Physikstudium zu sehen.

### Exemplarischer Bachelorstudiengang
Es gibt keine allgemeinen Schemata, in den sich Physikbachelors abbilden lassen. Inhaltlich sind durch die Notwendigkeit der Akkreditierung dieser Studiengänge gewisse Inhalte verbindlich, von denen Spezialstudiengänge wie „Technische Physik“ oder „Physik mit Schwerpunkt Biologie“ allerdings bereits abweichen können. Der tatsächliche Studienumfang ist zumeist erheblich größer, da die Tiefe dieser Inhalte nicht vorgegeben ist und diese Aufführung den vorgegebenen Rahmen nicht übersteigt, sondern lediglich dem weitgehenden Konsens der Physikergemeinde entspricht.
Diese Inhalte sind:
- Experimentalphysik
  - Mechanik, Schwingungen und Wellen, Akustik, Spezielle Relativitätstheorie
  - Elektrizitätslehre und Magnetismus
  - Optik (Grundzüge)
  - Wärmelehre
  - Atomphysik
  - Kern- und Teilchenphysik
- Theoretische Physik
  - Mechanik: Newtonsche Mechanik, Analytische Mechanik (Lagrange-Formalismus), Galilei-Transformationen, Hamiltonfunktion, Spezielle Relativitätstheorie
  - Elektrodynamik: Elektrostatik, Magnetostatik, elektromagnetische Wellen, Maxwell-Axiome
  - Quantenmechanik: Schrödinger-Gleichung, Heisenbergsche Unschärferelation, Wellenfunktionen, Wasserstoffatom, Heliumatom
  - Thermodynamik und statistische Physik: Wärmelehre, Quantenstatistik, Vielteilchentheorie
- Mathematik (nicht in 2-Fächer-Bachelor, etwa den Lehrerausbildungsmodellen)
  - Analysis (Differential- und Integralrechnung in einer und mehreren Dimensionen, Differentialgleichungen)
  - Lineare Algebra (Vektor- und Matrizenrechnung)
  - Differentialgeometrie (konkret oder zumeist abstrakt wie in der klassischen Ausbildung)

Diese Auflistung gilt zunächst für den in der Physik vorgesehenen und teilweise eingeführten Ein-Fach-Bachelor (Bachelor of Science), Modelle für einen Bachelor (of Arts) mit 2 Fächern, von denen eines Physik sein kann, werden aber ebenfalls erprobt – im Zusammenhang mit den Modellen zur gestuften Lehramtsausbildung. Die bisher existierenden Modelle umfassen jedoch, ausgenommen den mathematischen Anteil, in etwa diesen Kanon.

### Masterstudium
Der Master of Science ist ein wissenschaftlicher Abschluss, der dem klassischen Diplom äquivalent ist. Allerdings sind die Universitäten sehr frei in der Ausgestaltung des Studiums, so dass sich hier lediglich die 9- bis 12-monatige Masterarbeit, die Setzung eines Schwerpunktfaches und weitere Veranstaltungen außerhalb des Schwerpunktes als Standard ausmachen. Bereits die Frage, ob im Master Fortführungen sowohl zur Theoretischen als auch zur Experimentellen Physik vorgesehen sind, lässt sich nicht mehr allgemeingültig beantworten, lediglich in den meisten Modellen ist dieses so. Neben dem Master in Physik gibt es noch eine Vielzahl spezialisierter und fächerübergreifender Masterstudiengänge (Optische Technik, Materialwissenschaften etc.).
Hierzu gibt es nur formale Rahmenvorgaben über Studienumfang und -dauer.
Für die Fachhochschulen ergibt sich mit der Umstellung auf das Bachelor-Master-System erstmals die Möglichkeit, ihren Absolventen die Zulassung zur Promotion und Zugang zum höheren Dienst in der öffentlichen Verwaltung zu ermöglichen. Dazu muss dies explizit in der Akkreditierung festgestellt worden sein.
Daneben gibt es in Modellversuchen noch den Master of Education als Äquivalent zum 1. Staatsexamen für Lehrämter. Hier sind die Vorgaben des jeweiligen Landesrechts maßgeblich. Allgemein gilt hierfür: Es findet ein Studium in 2 Fächern und Erziehungswissenschaften statt, Fachdidaktik und Kernpraktikum sind Bestandteile des Studiums.

## Zeitaufwand für das Studium
Im Durchschnitt wenden Studenten sowohl im Bachelorstudiengang als auch im Diplomstudiengang während der Vorlesungszeit ungefähr 40 Stunden pro Woche für ihr Physikstudium auf. Allerdings ist die Verteilung um diesen Mittelwert sehr breit (mit ~10 Stunden/Woche Standardabweichung) und berücksichtigt nicht, ob und in welcher Zeit die Studenten ihr Studium erfolgreich abschließen. Neben der Anwesenheitszeit in Vorlesungen, Übungen und Praktika beinhaltet dieser Aufwand die Zeit zum Selbststudium, zum Lösen der Übungszettel und zur Vorbereitung auf Praktikumsversuche. Typischerweise werden für Mathematik- und Theoretische-Physik-Übungszettel jeweils gut 10 Stunden Bearbeitungszeit pro Woche benötigt (Erfahrungswert vieler Fachschaften). Die Vorbereitung und Auswertung von Versuchen verlangt im Grundstudium etwa 4–5 Stunden pro Versuch, bei Fortgeschrittenen-Versuchen im Diplomstudium jeweils etwa 30 Stunden (variiert sehr stark).
Bachelor- und Masterstudiengänge unterliegen den Regelungen des ECTS, die theoretisch strikte Vorgaben zum Arbeitsaufwand beinhalten. Lehramtsstudiengänge variieren sehr stark in ihrem Arbeitsaufwand. Insbesondere reduzieren lehramtsspezifische Vorlesungen in Theoretischer Physik erheblich. Die häufige Kombination von Physik und Mathematik führt ohnehin zu einem sehr hohen Arbeitsaufwand im Fach Mathematik, vergleiche Mathematikstudium.

### Typische Anwesenheitszeiten verschiedener Veranstaltungen
Vorlesungen, Übungen und Praktika haben typischerweise folgenden Umfang:
- Experimentalphysik (I bis IV): je 4 + 2 Wochenstunden (Vorlesung + Übung)
- Theoretische Physik (I bis IV oder V): je 4 + 2 Wochenstunden
- Lineare Algebra (I oder/und II): je 4 + 2 Wochenstunden
- Analysis (I bis III oder IV): je 4 + 2 Wochenstunden
- bzw. Höhere Mathematik (I bis IV): je 6 + 2 Wochenstunden
- Nebenfach: 4 + 2 Wochenstunden
- Höhere Experimentalphysikvorlesungen (Hauptstudium): je 3 + 1–2 Wochenstunden
- Praktikum im Grundstudium: ein bis 2 Nachmittage pro Woche (3 bis 4 Stunden)
- Fortgeschrittenenpraktikum: 1 Vorlesungstag pro Woche (7–10 Zeitstunden, Abweichungen je nach Versuch)
- Seminare: 2–3 Wochenstunden
- Spezialisierungsvorlesungen: 3 Wochenstunden

Dabei sind Wochenstunden als Vorlesungsblöcke von jeweils 45 Minuten, Zeitstunden als volle Stunden zu verstehen.

## Promotion
Eine Promotion kann an Universitäten und Technischen Hochschulen, die dieses Fach anbieten, abgelegt werden. Promotionen sind bisher sowohl als sog. externe Promotion, d. h. ohne Einschreibung zum Promotionsstudium, als auch als Promotionsstudiengang möglich. Einzelne Promotionsordnungen können hiervon abweichen. Im Zuge des Bologna-Prozesses könnte es hier zu Änderungen kommen.
Die Promotion schließt – je nach Prüfungsordnung des Fachbereichs der Universität – meist mit dem naturwissenschaftlichen Doktorgrad Dr. rer. nat. ab, es gibt aber auch Dr. phil. nat. als verliehenen Doktorgrad. Im Zuge der Internationalisierung wird auch zunehmend der anglo-amerikanische Ph.D. (Philosophiae Doctor) verliehen.
Die Promotion in der Physik in Deutschland dauert im Schnitt vier bis viereinhalb Jahre.

## Arbeitsmarkt
Physiker erlernen in ihrem Studium sowohl eine mathematisch-analytische Denkweise auf hohem Niveau anzuwenden als auch in der Praxis technische Probleme zu lösen. Zudem haben sie zumeist größere EDV-Erfahrung. Daher sind ihre Verwendungen in Öffentlichem Dienst, Industrie und Dienstleistungsunternehmen vielfältig:
1. Hochschulen und Forschungseinrichtungen (Max-Planck-Institute, Fraunhofer-Institute etc.) fragen Physikabsolventen in geringer Zahl nach.
2. Schulen benötigen vermehrt Fachlehrer für Physik. Seit einigen Jahren (ca. 2003) haben auch Diplom-Physiker die Möglichkeit, als sogenannte Quereinsteiger oder Seiteneinsteiger in vielen Bundesländern in den Schuldienst eingestellt zu werden. Aufgrund ständig fallender Geburtenzahlen und der Einführung des 8-jährigen Gymnasiums dürfte allerdings bereits in wenigen Jahren wieder ein deutlicher Überschuss an Physiklehrern zu verzeichnen sein.
3. Die Software-Branche fragt Physiker häufig nach, ihr Einsatzbereich gleicht dem von Informatikern.
4. Die Halbleiterindustrie benötigt Physiker, insbesondere Festkörper- und Halbleiterphysiker.
5. Die Elektronikindustrie setzt Physiker wie Elektroingenieure ein.
6. Energieversorger beschäftigen Physiker in verschiedenen Geschäftsbereichen.
7. Banken setzen Physiker sowohl im EDV-Bereich als auch auf Grund ihrer mathematischen Ausbildung zur Analyse von Kursrisiken ein.
8. Versicherungen beschäftigen Physiker im EDV-Bereich sowie als Versicherungsmathematiker, da die Gleichungen der Versicherungsmathematik bestimmten physikalischen Gleichungen strukturell gleich sind.
9. Einige Unternehmensberatungen schätzen die Denk- und Analysefähigkeiten von Physikern und stellen diese ebenfalls ein.

Eine Beschäftigungsmöglichkeit bei Banken, Versicherungen und den großen Unternehmen der Elektroindustrie ist in der Regel nur für diejenigen Physiker gegeben, die über einen deutlich überdurchschnittlichen Studienabschluss verfügen und Zusatzqualifikationen (z. B.Programmiererfahrung) nachweisen können.
Nach einer Physikerschwemme in den neunziger Jahren sind Absolventen der Physik heute wieder etwas stärker nachgefragt. Für Bachelor-Absolventen der Physik sind die Chancen auf einen Arbeitsplatz in der Industrie nach einer alten Studie aus dem Jahr 2011 als schlecht einzustufen. Die Studie ist allerdings nicht repräsentativ und neuere Daten wie sich das Verhältnis der Arbeitgeber zu Bachelor-Absolventen in den vergangenen Jahren entwickelt hat, liegen nicht vor. Die Umstellung auf Bachelor- und Masterabschlüsse hat die Studiendauer in der Physik nicht wesentlich verkürzt, insbesondere da in den letzten zwei Jahrzehnten die Promotion auf dem Arbeitsmarkt für Physiker stark an Bedeutung gewann.
Der Erwerb von Zusatzqualifikationen neben dem Studium bzw. der Promotion kann sich von Vorteil erweisen, da das Physikstudium nur bedingt auf den Arbeitsmarkt vorbereitet.
Die Deutsche Physikalische Gesellschaft analysiert regelmäßig den Arbeitsmarkt für Physiker und Physikerinnen.

## Lehramtsstudium
Das Lehramtsstudium ist prinzipiell bundeslandabhängig, doch zumindest das Gymnasial- oder Sekundarstufe-II-Lehramt ist bundesweit recht ähnlich. Prinzipiell werden zwei Fächer und Erziehungswissenschaften studiert, im Verhältnis 1. Fach: 2. Fach: Erziehungswissenschaft von 2:2:1.

### Gymnasiallehramt
Physik ist in wenigen Ländern nur in Kombination mit Mathematik studierbar, meistens jedoch frei kombinierbar, also etwa mit Chemie, Philosophie, Erdkunde aber auch z. B. Spanisch oder Deutsch. Für den Fall, dass Physik nicht mit Mathematik kombiniert wird, verlangen manche Universitäten einen zusätzlichen Leistungsnachweis in Mathematik, ansonsten ist die Mathematik nicht Bestandteil des Studiums, das Nebenfach in der Form des Diplom-Nebenfaches gibt es nicht.
Die Kursvorlesungen in experimenteller Physik und das physikalische Grundpraktikum sind in der Regel für Diplom- und Lehramtsstudierende gleich, meistens ist die Anzahl der Experimente im Praktikum etwas reduziert. Die höheren experimentellen Vorlesungen sind hingegen in vielen Lehramtsstudiengängen nur als Spezialisierungsmöglichkeit für die Examensprüfung vorgesehen. Der Pflichtkanon endet meistens mit der Atom- und Molekülphysik, diese ist allerdings in allen Ländern verbindlicher Studienbestandteil (allerdings mitunter im Gegensatz zum Diplomstudiengang im Hauptstudium angesiedelt, etwa in NRW).
In der theoretischen Physik sind Mechanik einschließlich spezieller Relativitätstheorie, Elektrodynamik und Quantenmechanik sowie eine Übersicht über die Thermodynamik vorgesehen. Die meisten Universitäten bieten spezielle Theorie-Vorlesungen für Lehramtsstudierende mit geringerer mathematischer Komplexität an, andere spalten lediglich einen Teil der Quantenmechanik ab und ersetzten ihn durch einen „Crash-Kurs“ in statistischer Physik.
In der Regel besteht die Theoretische Physik für Lehramtsstudierende aus 3 Kursvorlesungen in Mechanik, Elektrodynamik und Quantenmechanik/Thermodynamik.
Daneben gibt es noch Vorlesungen oder/und Seminare aus dem Gebiet der Physikdidaktik. Diese sollen zusammen mit den Schulpraktika eine gewisse Vorbereitung auf den Vermittlungsaspekt des Lehrerberufes vermitteln. Das Angebot im Bereich der Didaktik ist je nach Universität (auch im selben Bundesland) sehr unterschiedlich. An einigen Universitäten findet eine aktive didaktische Forschung statt, während andere Hochschulen die Didaktiklehrstühle sehr nachrangig behandelt haben. Vor Aufnahme eines Lehramtsstudiums empfiehlt es sich auch zu speziell diesem Thema Informationen von verschiedenen Stellen (z. B. Studienberatung, Fachschaft, Didaktiklehrstuhl) einzuholen.
Neben der klassischen Ausbildung existieren Modellversuche für Bachelor- und Masterstudiengänge.

### Sonstige Lehrämter
Da das Schulsystem sich von Bundesland zu Bundesland stark unterscheidet, sind die Lehramtsausbildungsverordnungen entsprechend unterschiedlich.
In Baden-Württemberg etwa werden angehende Haupt- und Realschullehrer nicht an Universitäten, sondern an Pädagogischen Hochschulen ausgebildet, in Nordrhein-Westfalen ist dieses Lehramt mit dem der Primarstufe zu seinem Lehramt an Grund-, Haupt- und Realschulen zusammengefasst, wobei jedoch Naturwissenschaften/Physik nur bei der Schwerpunktsetzung Haupt- und Realschulen studierbar ist – an Grundschulen zählt dieses zum Sachunterricht, naturwissenschaftlicher Schwerpunkt. Die Ausbildung von Lehrkräften findet in NRW prinzipiell an Universitäten statt.
Prinzipiell ist das Lehramtsstudium durch Landesrecht geregelt.